# Тиквеш
Тиквеш или Тиквешия (макед. Тиквеш или Тиквешија) — низменность и этногеографическая область, расположенная в центральной части историко-географической области Македония или в южной части Северной Македонии. Наиболее крупными городами на территории данной области, населённой по большей части македонцами, являются Кавадарци и Неготино. Область известна производимыми здесь винами и йогуртами.

## Географическое положение
Область Тиквеш располагается к западу от реки Вардар, на её территории находятся три геоморфологических объекта: Тиквешская котловина, северная часть, образующая плоскогорья Витачево, и долина реки Раечка. На востоке Тиквеш граничит с Повардарьем, на юге — с Мариёво, на западе — с Пелагонией, на севере — с регионом Велеш.